# 除口郡
除口郡，中国南北朝时设置的郡。
北魏置，治所在今陕西省宁强县西北嘉陵江西岸燕子河口附近。辖境相当今陕西省宁强县一带。后废。 